# Vysoké Žibřidovice (przystanek kolejowy)
Vysoké Žibřidovice – przystanek kolejowy w miejscowości Vysoké Žibřidovice, w kraju ołomunieckim, w Czechach Znajduje się na wysokości 465 m n.p.m.
Na przystanku nie ma możliwości zakupu biletów, a obsługa podróżnych odbywa się w pociągu. 

## Linie kolejowe
- 294 Hanušovice - Staré Město pod Sněžníkem